# Crato (Portugal)
Crato es una villa portuguesa del Distrito de Portalegre, región Alentejo y comunidad intermunicipal del Alto Alentejo, con cerca de 1600 habitantes.
Es sede de un municipio con 388,03 km² de área y 2005 habitantes (2021), subdividido en 4 freguesias. El municipio limita al nordeste con los municipios de Gavião, Nisa y Castelo de Vide, al este con Portalegre, al sureste con Monforte y al suroeste con Alter do Chão y Ponte de Sor.

## Demografía
| Gráfica de evolución demográfica de Crato entre 1801 y 2021 |
|                                                             |
| Datos según el nomenclátor publicado por el INE portugués.  |

## Freguesias
Las freguesias de Crato son las siguientes:
- Aldeia da Mata
- Crato e Mártires, Flor da Rosa e Vale do Peso
- Gáfete
- Monte da Pedra

## Historia
La villa de Crato tiene su origen en la donación de su extenso territorio efectuada por Sancho II de Portugal a la Orden de Malta en 1232. En 1340, después de la Batalla del Salado, la sede en Portugal de la Orden se trasladó de Leça do Balio a Crato, cuyo Priorato se convirtió en cabeza de la orden. Haciendo honor a la historia de la villa, todavía hoy todos los caballeros portugueses de la Orden de Malta son investidos en Crato.